# Affaire du diamant vert de Lomami
L'affaire du diamant vert de Lomami est une affaire judiciaire et sociopolitique en cours en République démocratique du Congo (RDC), impliquant la disparition d’une pierre précieuse de grande valeur découverte dans la province de Lomami, territoire de Kabinda en 2022. Cette affaire a suscité une grande attention publique et des appels à la transparence de la part de plusieurs organisations non gouvernementales (ONG) et acteurs de la société civile.

## Contexte

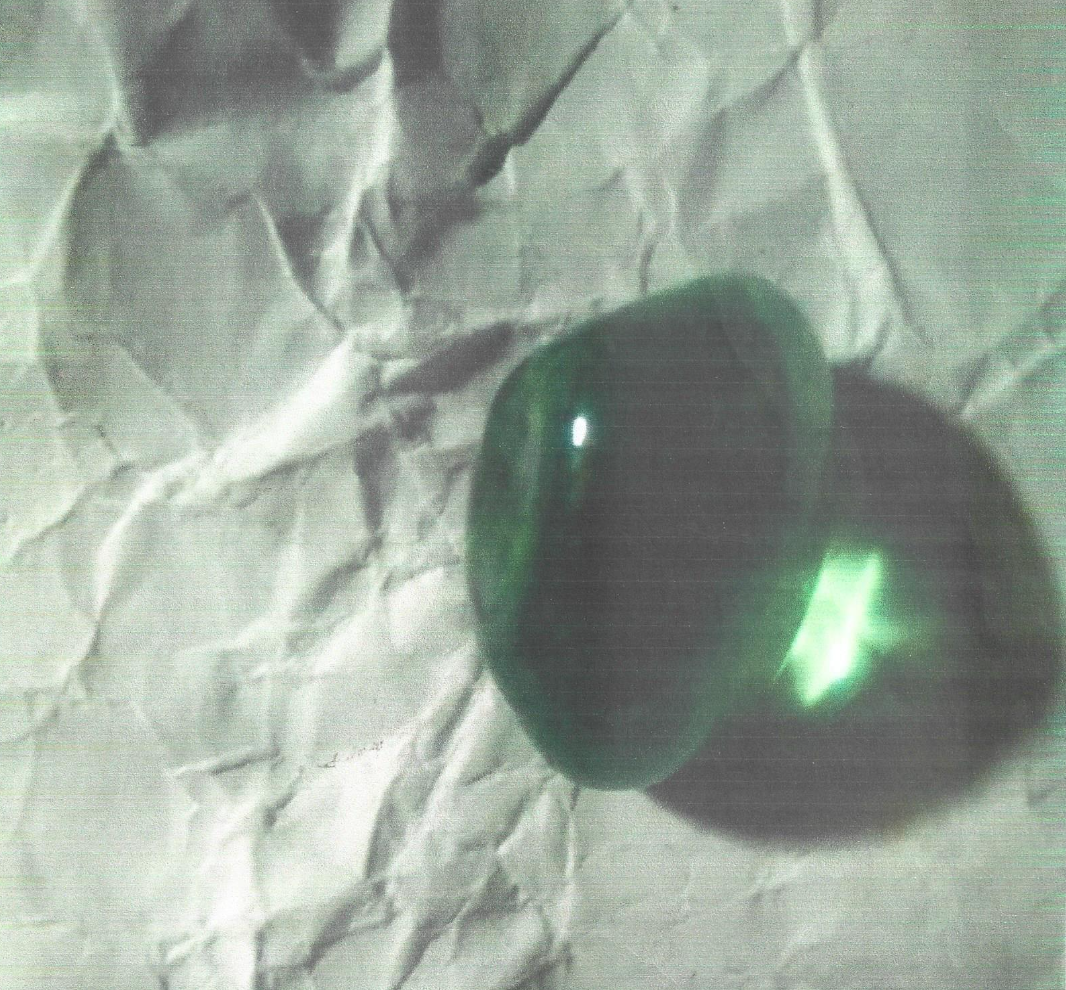
Diamant vert, photo extraite du rapport de suivi des actions menées pour la traçabilité et la récupération du Diamant vert Emeraude de plus 75 carats.

En 2022, un creuseur artisanal et pasteur nommé Albert Ngoy Builu découvre une pierre précieuse, identifiée comme un diamant vert (émeraude) estimé entre 40 et 75 carats ou plus, dans la province de Lomami. La pierre est enregistrée par le Service d'assistance et d'encadrement de l'exploitation minière artisanale et à petite échelle (SAEMAPE), un organisme étatique congolais chargé de la gestion de l'exploitation minière artisanale. Peu après son enregistrement, le diamant vert est confisqué par les autorités locales accompagné de menaces de morts.

## Enquête et réactions
Plusieurs ONG, notamment  Environnement, Ressources naturelles pour le développement (ERND Institute) et Leaders de proximité pour la gouvernance locale et inclusive (LPGLI-RDC), ont sollicité l’intervention des autorités nationales, y compris celle du Président de la République, Félix Tshisekedi, pour élucider cette affaire. Ces organisations ont exprimé leurs inquiétudes quant à l’absence de traçabilité et à la possible perte financière pour l’État congolais.
Roger Muchuba, président du conseil d’administration de l’ERND Institute, a déclaré que le manque de transparence dans cette affaire violait les principes de bonne gouvernance. Il a également critiqué le silence des responsables du ministère des Mines et de la SAEMAPE.
En réponse, le ministre provincial des Mines de Lomami, Trésor Tshibangu, a affirmé que le diamant n’avait pas été confisqué par les autorités provinciales et qu’il était sous la garde des services compétents en attendant la fin des procédures légales. Cependant, cette déclaration n’a pas dissipé les inquiétudes du public.

## Implications et enjeux
Cette affaire met en lumière les problèmes systémiques de gouvernance dans le secteur minier en RDC, un pays riche en ressources naturelles mais souvent critiqué pour le manque de transparence et la corruption qui y prévalent[réf. souhaitée]. Les pertes liées à la disparition de pierres précieuses ou à l’exploitation illicite de ressources naturelles représentent un défi économique majeur pour l’État congolais.

## Appels à une action judiciaire
Les organisations de la société civile ont appelé à l’ouverture d’une enquête indépendante et approfondie pour établir les responsabilités dans cette affaire. Elles demandent également des réformes pour renforcer la transparence et la redevabilité dans la gestion des ressources naturelles.